# Ted Shawn
Edwin Myers Shawn, conocido artísticamente como Ted Shawn, (Kansas City, Misuri; 21 de octubre de 1891-Orlando, 9 de enero de 1972) fue un bailarín, coreógrafo y maestro estadounidense, pionero de la danza moderna masculina. Creó la Escuela Denishawn junto con su esposa Ruth Saint Denis. Después de su separación, creó la compañía exclusivamente masculina Ted Shawn and His Men Dancers. Con sus ideas innovadoras de movimiento masculino, fue uno de los coreógrafos y bailarines más influyentes de su época. También fue el fundador y creador del Jacob's Pillow Dance Festival en Massachusetts, y fue nombrado caballero por el rey de Dinamarca «por sus esfuerzos en nombre del Ballet Real Danés».

## Ted Shawn y la creación de la Escuela Denishawn
Ted Shawn nació en Kansas City, Missouri, el 21 de octubre de 1891. Originalmente, con la intención de convertirse en ministro de religión, asistió a la Universidad de Denver. Mientras asistía a la universidad, contrajo difteria a la edad de 19 años, lo que le provocó una parálisis temporal de cintura para abajo. Fue durante su terapia física para la enfermedad que Shawn se introdujo en la danza al estudiar con Hazel Wallack en 1910, una ex bailarina de la Ópera Metropolitana. En 1912, Shawn se mudó a Los Ángeles, donde se convirtió en parte de un grupo de baile de salón de exhibición con Norma Gould como su pareja.
No fue hasta que se mudó a Nueva York en 1914 que Shawn se dio cuenta de su verdadero potencial como artista al conocer a Ruth Saint Denis. Los dos se casaron luego de 2 meses de conocerse, el 13 de agosto de 1914. St. Denis sirvió no solo como socia, sino también como un complemento creativo extremadamente valiosa para Shawn. Ambos artistas creían firmemente en el potencial de la danza como forma de arte que se integraba en la vida cotidiana. La combinación de su visión artística mutua, así como el conocimiento comercial de Shawn, llevó a la pareja a abrir la primera Escuela Denishawn en Los Ángeles, California en 1915, con el objetivo de fusionar la danza con el cuerpo, la mente y el espíritu.
Las actuaciones notables coreografiadas por él durante los 17 años de carrera de la escuela Denishawn incluyen Invocation al Thunderbird (1917), el solo Danse Americaine, interpretado por Charles Weidman (1923), Julnar of the Sea, Xochitl interpretado por Martha Graham (1920) y Les Mysteres Dionysiaques. Además de iniciar las carreras de Weidman y Graham, la escuela Denishawn también albergó como estudiantes a Louise Brooks y Doris Humphrey.

## Estilo y técnica
Juntos, Shawn y Ruth Saint Denis, establecieron una agrupación ecléctica de técnicas de danza que incluía el ballet (hecho sin zapatillas) y el movimiento que se enfocaba menos en la rigidez y más en la liberación de la parte superior del cuerpo. Para agregar a la influencia principalmente oriental de St. Denis, Shawn aportó el espíritu de la influencia norteafricana, española, estadounidense y amerindia. The Denishawn Company, fundada por Shawn y Saint Denis en 1914, marcó el comienzo de una nueva era de la danza moderna estadounidense. Rompiendo con las tradiciones europeas, su coreografía conectaba lo físico y lo espiritual, a menudo basándose en fuentes antiguas, indígenas e internacionales. El orientalismo y la apropiación cultural de Saint Denis y Shawn plantean cuestiones de imperialismo, colonización y racismo.

## Ted Shawn and his male dancers
Debido a los problemas maritales y las dificultades financieras de Shawn, la escuela Denishawn cerró a principios de la década de 1930. Posteriormente, Shawn formó una compañía de danza exclusivamente masculina de atletas a los que enseñó en Springfield College, con la misión de luchar por la aceptación del bailarín masculino estadounidense y crear conciencia sobre la forma de arte desde una perspectiva masculina.
La empresa exclusivamente masculina se instaló en una granja que Shawn compró cerca de Lee, Massachusetts. El 14 de julio de 1933, Ted Shawn and His Men Dancers tuvieron su presentación principal en la granja de Shawn, que luego se conocería como Jacob's Pillow Dance Festival. Shawn produjo algunas de sus coreografías más innovadoras y controvertidas hasta la fecha con esta compañía, como Ponca Indian Dance, Sinhalese Devil Dance, Maori War Haka, Hopi Indian Eagle Dance, Dyak Spear Dances y Molpai cinético. A través de estos trabajos creativos, Shawn mostró un movimiento atlético y masculino que pronto ganaría popularidad. La compañía actuó en Estados Unidos y Canadá, recorriendo más de 750 ciudades, además del éxito internacional en Londres y La Habana. Este esfuerzo llegó a su fin en 1940 con el advenimiento de la Segunda Guerra Mundial. La compañía de Shawn se disolvió y la mayoría de sus miembros se unieron al ejército.
Shawn tuvo una relación romántica con uno de sus bailarines, Barton Mumaw, de 1931 a 1948. Una de las principales estrellas de la compañía, Barton Mumaw emergería en la industria de la danza y sería considerado "el Nijinsky estadounidense". Mientras estaba con Shawn, Mumaw comenzó una relación con John Christian, un director de escena de la compañía. Mumaw le presentó a Shawn a Christian. Más tarde, Shawn formó una sociedad con Christian, con quien permaneció desde 1949 hasta su muerte en 1972.

## Jacob's Pillow
Luego de disuelta la compañía creó el centro de danza Jacob's Pillow: una escuela de danza, retiro y teatro. Las instalaciones también albergaron tés que, con el tiempo, se convirtieron en el Jacob's Pillow Dance Festival. Shawn también creó la Escuela de Danza para Hombres en esta época, que ayudó a promover la danza masculina en las universidades de todo el país.
Una deuda significativa obligó a Shawn a considerar la venta de la propiedad. En 1940, arrendó la propiedad a la profesora de baile Mary Washington Ball, mientras continueva haciendo su festival de verano, pero tampoco tuvo éxito financiero. Las estrellas del ballet británico Alicia Markova y Anton Dolin se enteraron de las dificultades financieras de Shawn y decidieron adquirir la propiedad. Con el apoyo financiero y la recaudación de fondos del millonario Reginald Wright, se recaudaron $50,000 de dólares para comprar la propiedad y construir un teatro. Se revivió el festival de baile de verano y Shawn se mantuvo como su director hasta su muerte en 1972.
Shawn impartió clases en Jacob's Pillow hasta solo unos meses antes de su muerte a la edad de 80 años. En 1965, recibió el Premio Heritage de la Asociación Nacional de Danza. La última aparición de Shawn en el escenario del Ted Shawn Theatre en Jacob's Pillow fue en Siddhas of the Upper Air, donde se reunió con Saint Denis para su quincuagésimo aniversario

## Libros
Ted Shawn escribió y publicó nueve libros que sirvieron de base para la Danza Moderna:
- 1920 – Ruth St. Denis: Pioneer and Prophet
- 1926 – The American Ballet
- 1929 – Gods Who Dance
- 1935 – Fundamentals of a Dance Education
- 1940 – Dance We Must
- 1944 – How Beautiful Upon the Mountain
- 1954 – Every Little Movement: a Book About Francois Delsarte
- 1959 – Thirty-three Years of American Dance
- 1960 – One Thousand and One Night Stands (autobiografía, con Gray Poole)

## Legado
En la década de 1940, Shawn donó sus obras al Museo de Arte Moderno. Posteriormente, el museo retiró el acceso a estas obras y las entregó a la Biblioteca Pública de Nueva York para las Artes Escénicas y al archivo de Jacob's Pillow, mientras Shawn aún estaba vivo. El bailarín Adam Weinert vio esto como una violación de la política del MoMA de no vender ni regalar obras de artistas vivos, y creó The Reaccession of Ted Shawn, representaciones digitales de realidad aumentada de las obras de Shawn que se mostrarán en el MoMA.